# Mascari e Canali
Con i soprannomi Mascari e Canali, pseudonimi - rispettivamente - delle famiglie Sanclemente e Fardella, vengono designate le due fazioni che, nella prima metà del XVI secolo si contesero il predominio sulla città di Trapani. Momento culminante della faida si ebbe nel biennio 1516-1517, nel contesto dei tumulti scoppiati in tutta l’isola alla morte di Ferdinando il Cattolico.
Fu lo scontro tra la vecchia aristocrazia, rappresentata dai Sanclemente - e dalle famiglie loro alleate dei Ferro, Vento, Sieri Pepoli, Carissima, Vincenzo, Naso, sostenute anche dalla comunità ebraica - e il ceto emergente dei funzionari, al quale appartenevano i Fardella e i loro accoliti.
Protagonisti della rivolta furono don Simone Sanclemente, barone di Inici, e il miles Giacomo Fardella, ma altri soggetti furono coinvolti, non solo trapanesi, non solo siciliani: da prima, la regina Giovanna di Castiglia, interessandosi subito ai fatti trapanesi, manifestò - in una lettera inviata ai giurati di Trapani - la propria preoccupazione per le azioni sovversive promosse dai ribelli; in seguito, nei mesi cruciali del moto, il figlio Carlo d'Asburgo accolse a Bruxelles Giacomo Fardella e, mostrandosi riconoscente la fedeltà dimostrata, si adoperò personalmente affinché si giungesse ad una composizione della lite; infine, fu attraverso l’intercessione del viceré Juan de Vega e l’intervento di Pietro d’Agostino, maestro razionale del Regno e capitano d’armi di Trapani, che si giunse, nel 1550, alla stipulazione di un contratto di pace, con il quale il conflitto venne definitivamente appianato e si posero le basi per la fondazione, un lustro più tardi, della Confraternita della Carità della Santa Croce. Contraenti primari furono don Giuseppe Sanclemente, barone di Inici e di Mokarta (figlio di don Simone Sanclemente), e il miles Gaspare Fardella (figlio di Giacomo Fardella).

## UnSecondo Vespro

### Il contesto storico

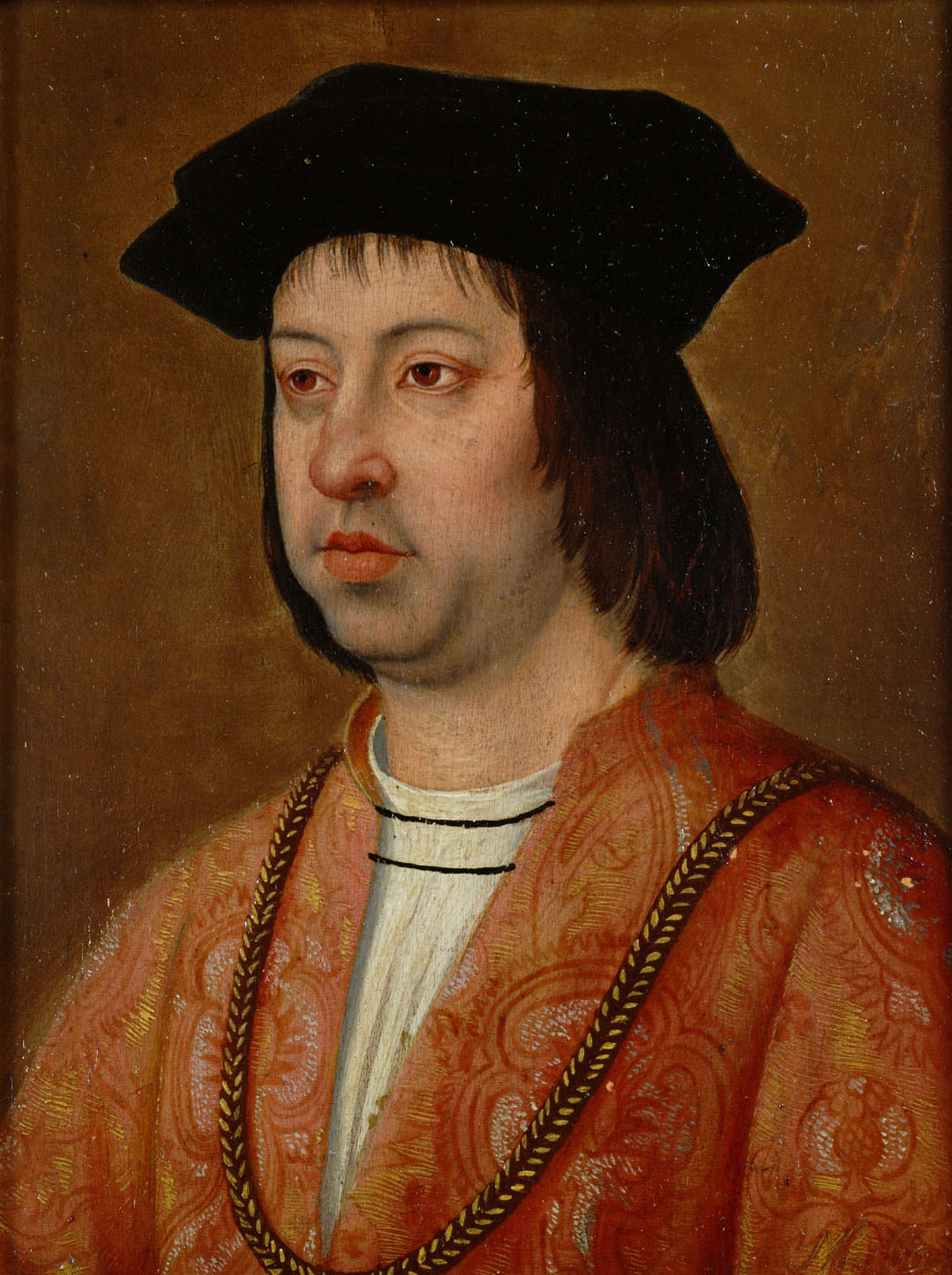
Ferdinando il Cattolico

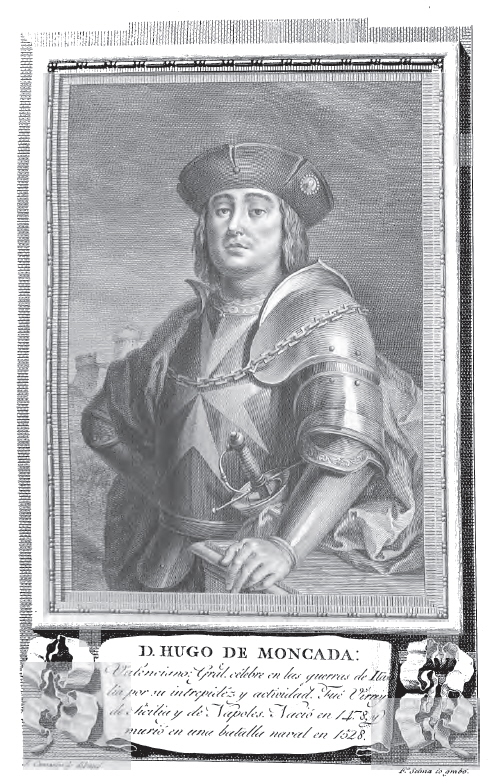
Hugo de Moncada

La congiuntura socio-politica nella quale matura la rivolta trapanese è quella segnata dai tumulti del 1516-1517: la morte di Ferdinando il Cattolico e la contrastata successione al trono del nipote Carlo d'Asburgo si accompagnarono anche in Sicilia – come altrove nei regni iberici – a un’ondata di malessere che sfociò in una complessa trama di congiure e rivolte, che interessarono il panorama politico siciliano in particolare negli anni compresi tra il 1516 e il 1523.
Quando Pietro Cardona, conte di Collesano, portò dalla Spagna la notizia della morte di re Ferdinando scoppiarono - alimentati dall’ostilità verso il viceré Moncada - i primi tumulti.
Al viceré Moncada i maggiori potentati del Regno di Sicilia significarono la loro intenzione di assumere personalmente il governo dell’isola, fino alla nomina di un viceré fatta dal nuovo sovrano.
Benché il viceré avesse ottenuto dal Sacro regio consiglio il parere favorevole alla sua permanenza nella carica, Pietro Cardona, conte di Collesano e Federico Abbatelli, conte di Cammarata, col consenso del Parlamento siciliano e della città di Palermo, si posero alla testa della rivolta e mandarono ambasciatori alle diverse città per incitarle a seguire il loro esempio.
Nel marzo del 1516, dandosi convegno a Termini Imerese, i primari feudatari dell’isola, pur confermando la fedeltà al giovane re Carlo, proclamarono decaduto il viceré Moncada.
Per molti mesi l’isola venne percorsa da un capo all’altro da comitive di cavalieri in armi al comando dei più cospicui signori: da un lato Cardona, Santapau, Ventimiglia e i loro accoliti; dall’altro i Luna e i vari rami dei Moncada. E anche le primarie famiglie patrizie dell’isola non restarono inerti. Le diverse fazioni si affrontano more bellico in ogni città del Regno o in piccole battaglie campali di cavalieri e fanti, con armi da fuoco e cannoni: l’elenco dei baroni coinvolti in fatti di sangue si sovrapporrebbe quasi del tutto all’elenco dei titolari di benefici feudali e cavallereschi.

### Il tumulto trapanese nella storiografia
Oltre che l’aspirazione dell’indipendenza, furono le antiche ostilità, le invidie a lungo celate, le lotte per la guida delle amministrazioni municipali, che innescarono la miccia della rivolta. A Trapani, ispiratore della rivolta del 1516 fu don Simone Sanclemente, barone di Inici, esponente di una antica e nobile famiglia oriunda catalana, discendente dai Santcliment di Barcellona, passata in Sicilia all’epoca del Vespro.
Nei moti del 1516 il barone Simone Sanclemente e i suoi alleati:
Giacomo Fardella subì furti e fu vittima di altre violenze perpetrate dai suoi avversari: il suo palazzo fu saccheggiato e in parte distrutto; e anche gli armenti e ai beni siti in contrada Xitta furono aggrediti: i fortilizi e i caseggiati furono rasi al suolo. 

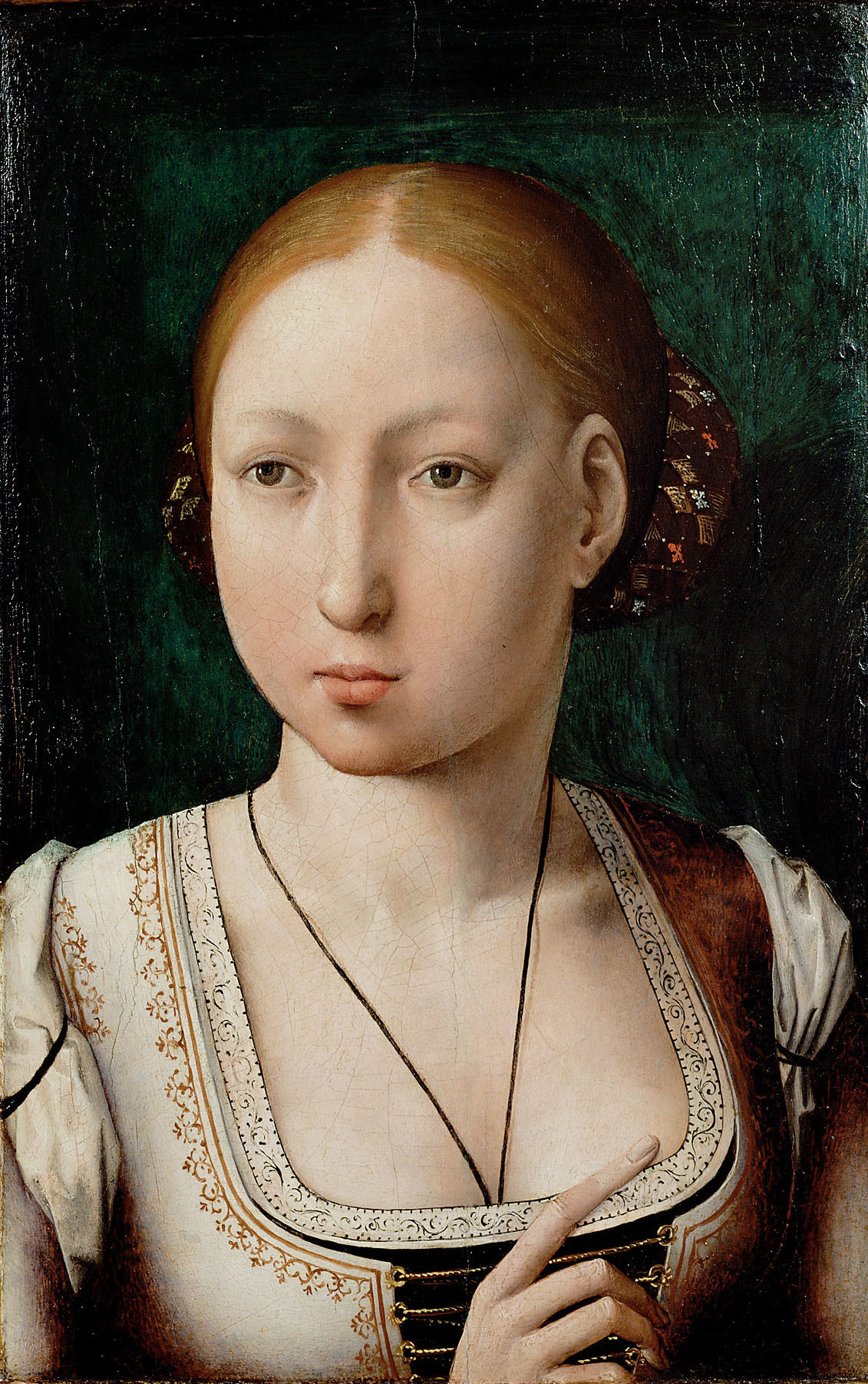
Giovanna di Castiglia

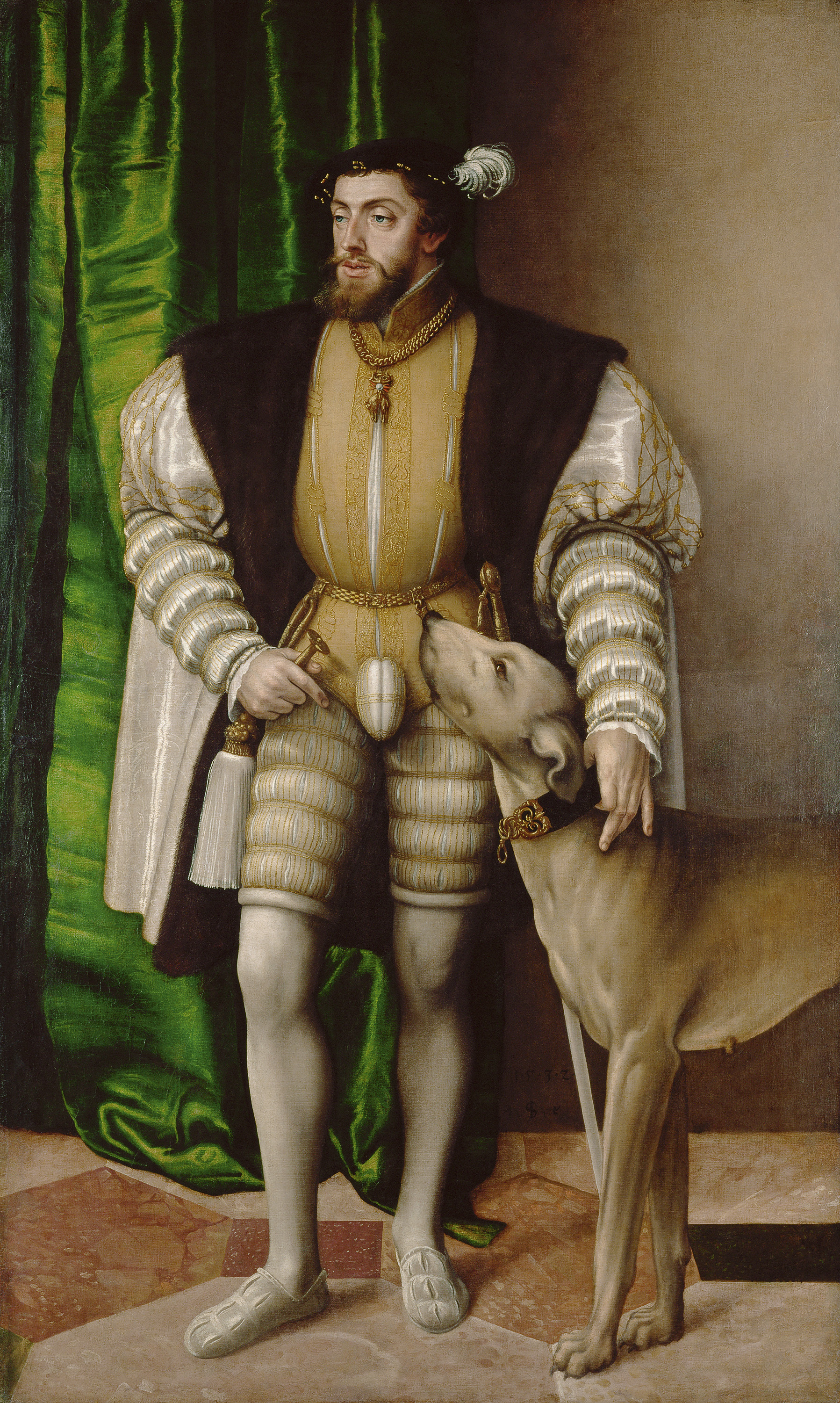
Carlo V

Edotta della rivolta, la regina Giovanna di Castiglia inviò subito ai giurati di Trapani una lettera nella quale si mostrava preoccupata per il fatto che:
(ACA, Cancillería de Fernando II, Itinerum Sigilli Segreti, 3678, f. 162 r.)
A seguito di questi fatti, Giacomo Fardella riuscì a fuggire dalla città con i suoi familiari via mare (a Trapani restò il figlio Gaspare); raggiunse Messina, poi la Spagna ed infine Bruxelles, dove allora si trovava la regina Giovanna di Castiglia e il giovane figlio Carlo d’Asburgo. Là espose e descrisse lo svolgimento dei fatti, enumerò i danni sofferti, le umiliazioni subite per la fedeltà dimostrata alla corona e raccontò la drammatica fuga ed il lungo viaggio affrontato. Per questa lealtà ottenne privilegi, fra i quali lo jus aedificandi et populandi di Xitta.
Verso la fine del 1517, mentre a Trapani veniva ristabilito l’ordine, Giacomo sbarcò a Messina con tutti i suoi familiari, e nel settembre 1518 riprese le attività di amministrazione dei propri beni.

Dei fatti trapanesi parlano, tra XVI e XIX secolo, vari storiografi siciliani. Il primo a compilare, alla fine del XVI secolo, un'opera che riporta una dettagliata storia della città di Trapani fu Giovan Francesco Pugnatore il quale, a proposito della rivolta, scrive:
(Giovan Francesco Pugnatore, Historia di Trapani, parte quinta, I)

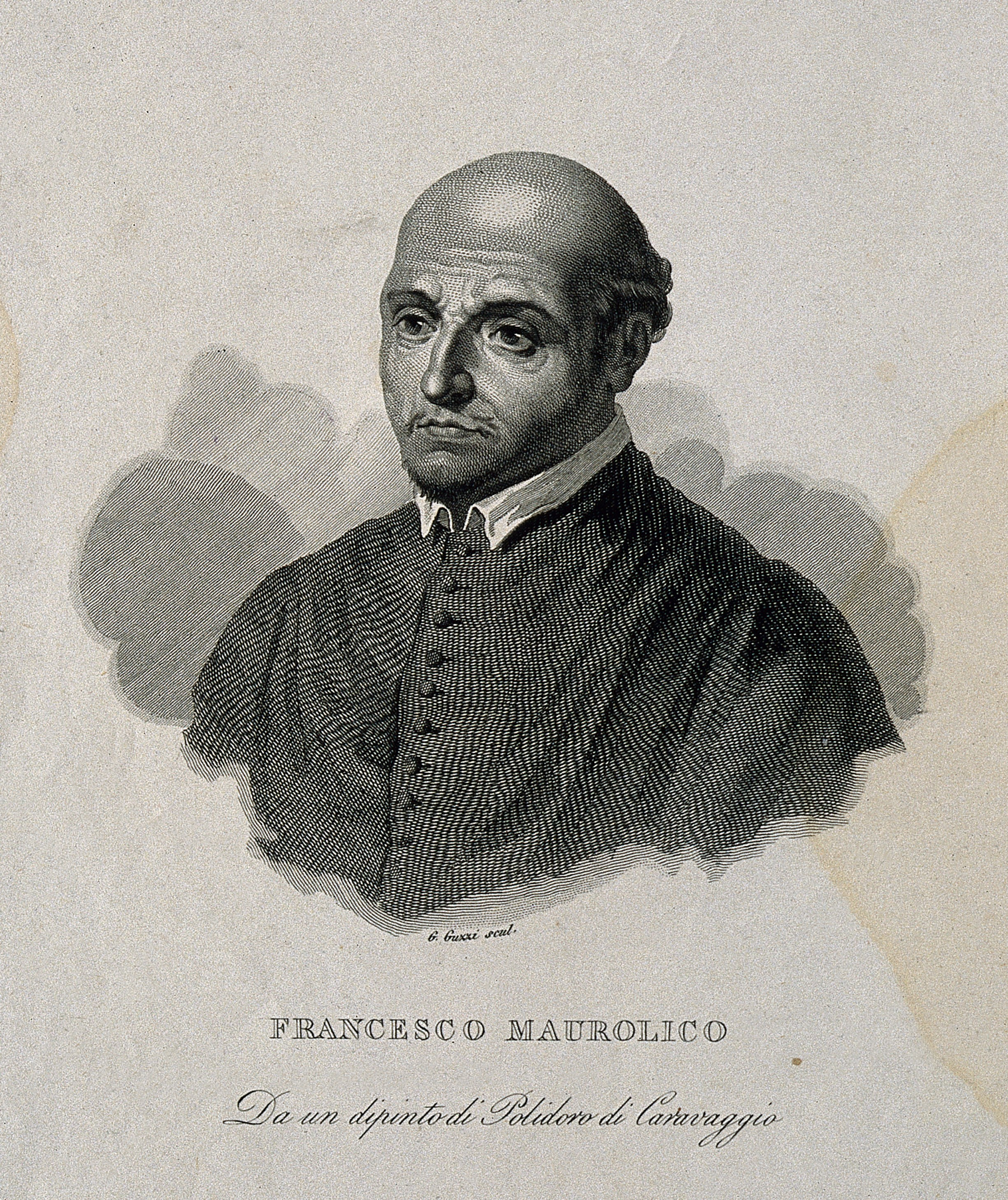
Francesco Maurolico

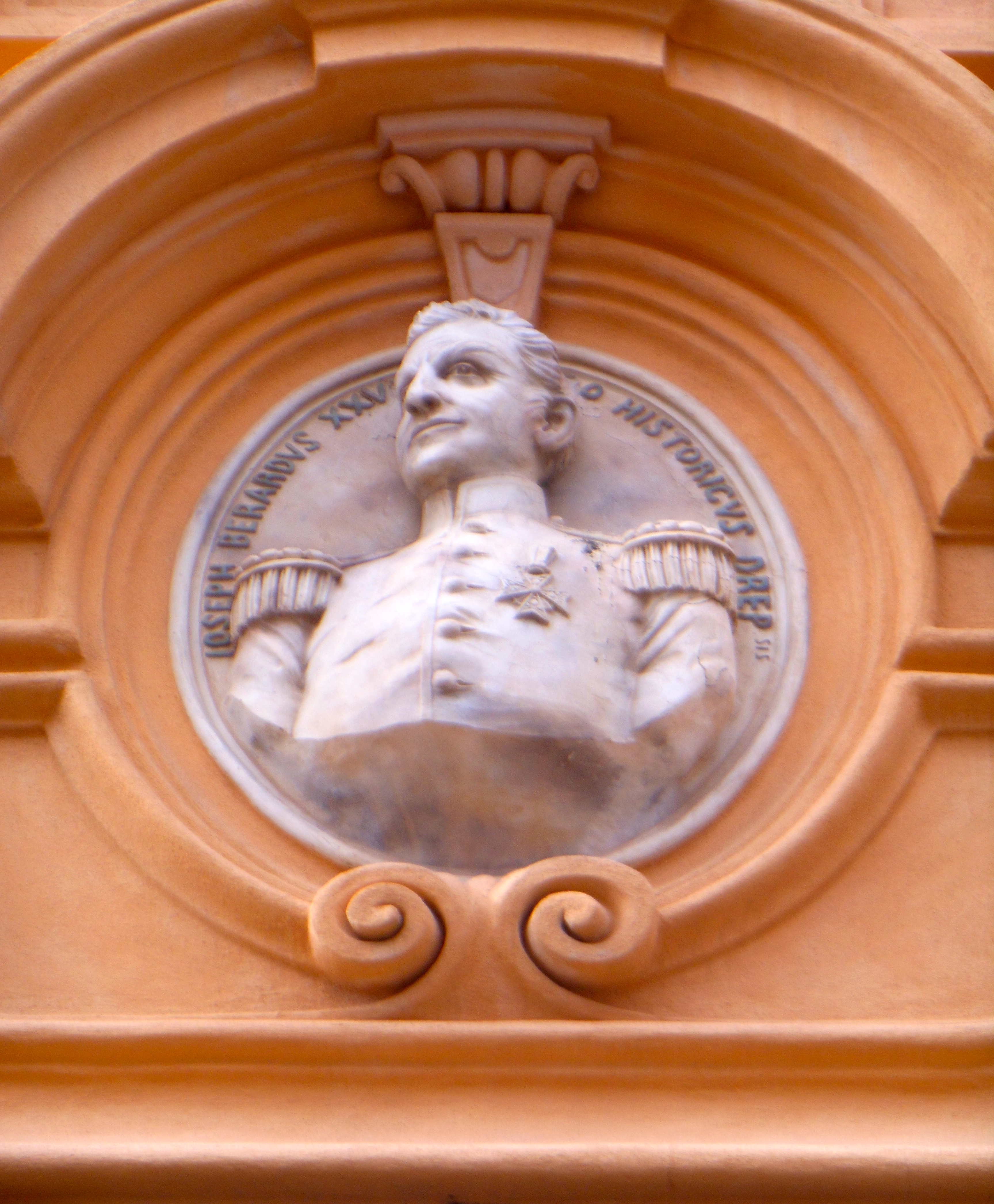
Giuseppe Maria Di Ferro

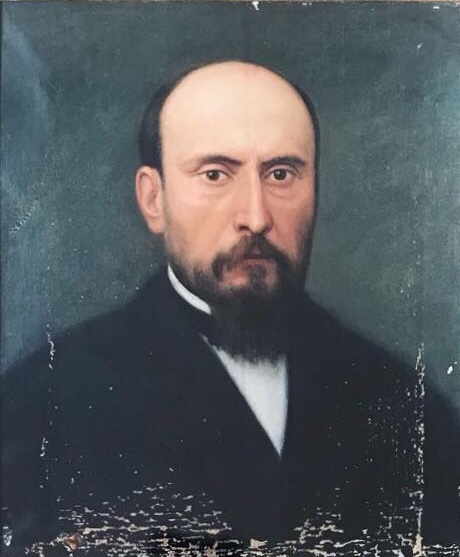
Isidoro La Lumia

Circa centovent’anni dopo il Pugnatore, autore della Historia di Trapani, nella prima metà del XVIII secolo, Francesco Maurolico scrive: 
(Francesco Maurolico, Sicanarum Rerum Compendium, Messina, 1716, p. 213)

In ambito trapanese, un secolo più tardi, l’agostiniano padre Benigno di Santa Caterina espone la vicenda: 
(Padre Benigno di Santa Caterina, Trapani nello stato presente profana e sacra, parte prima, pp. 396-397)

Nel 1825, un altro trapanese, il nobile Giuseppe Maria Di Ferro, nel saggio storico con il quale introduce la sua Guida per gli stranieri in Trapani, collocando gli avvenimenti nell’anno sbagliato (nel 1517 anziché nel 1516), scrive: 
(Giuseppe Maria Di Ferro, Guida per gli stranieri in Trapani con un saggio storico, Trapani, 1825, pag. 96)

Venticinque anni dopo il cavalier Di Ferro, il barone di Micciché Nicolò Palmieri, nella sua Somma della storia di Sicilia, accenna dissidio tra Sanclemente e Fardella: 
(Niccolò Palmieri, Somma della storia di Sicilia, Palermo, 1850, pag. 377)

Ancora, negli anni ottanta del XIX secolo, è lo storiografo Isidoro La Lumia a scrivere, nel terzo volume delle sue Storie siciliane, che: 
(Isidoro La Lumia, Storie siciliane, volume III, Palermo, 1882, pag. 136)

## MascarieCanali: i fatti e i protagonisti della rivolta

### La congiuntura socio-politica trapanese
(Giuseppe Monroy, Storia di un borgo feudale del Seicento: Paceco, Trapani, 1929, pp. 21-22)
A Trapani le famiglie più potenti erano quella dei Fardella e quella dei Sanclemente. Questi ultimi, per contrastare i Fardella, si allearono con i Ferro, mentre il resto dei nobili si schierò con gli uni o con gli altri, dividendo la città in due fazioni avversarie. Schierati con i Sanclemente figurano numerosi membri della comunità ebraica, che visse assai penosamente la politica fiscale e gli atti discriminatori di Ferdinando il Cattolico e si oppose ai provvedimenti di espulsione, eseguiti con determinazione da Hugo de Moncada e, a Trapani, da Giacomo Fardella, il quale si schierò con il viceré.
Anche altrove, nel Regno di Sicilia, i fatti del 1516 diedero occasione alle famiglie in lotta tra di loro di riaccendere la competizione: ad Agrigento imperversarono le lotte tra i Naselli e i Montaperto; a Sciacca quelle tra i Perollo e i Peralta prima e poi tra i Perollo e i De Luna; a Messina tra i Moleti, i Dal Pozzo e i Lancia da una parte e i Reitano e i Siscara dall’altra.
A Trapani i Sanclemente e i Ferro avevano fatto quanto era in loro potere per ridurre la popolarità dei Fardella. il barone Simone Sanclemente, che era stato capitano di giustizia fino al 1514, aveva guadagnato le simpatie della cittadinanza facendo emettere dal suo successore e satellite, il capitano Francesco di Vincenzo, due provvedimenti facili a proporsi ma difficilissimi da eseguire. Siccome erano stati promulgati negli ultimi giorni in cui occupava la carica, lasciava le difficoltà al suo successore:
1. col primo provvedimento, del 14 luglio 1515, aboliva il balzello sul pesce minuto, di cui si nutriva il popolo, determinazione che gli valse ampio favore;
2. col secondo, per far prova di zelo presso il viceré Moncada, statuiva che il capitano giustiziere poteva, senza alcun preavviso, perquisire le case per vedere se vi fossero armi nascoste.

Con il primo di questi provvedimenti lasciava il suo successore nell’imbarazzo di scontentare il popolo introducendo nuovi balzelli o ripristinando l’antico, poiché le finanze cittadine avevano le loro necessità; col secondo metteva in cattiva luce presso il viceré il successore che non avesse fatto uso della facoltà concessagli, la quale d’altra parte vessava i cittadini.
Nel 1515 fu ripristinato il balzello sul pesce minuto e la norma delle perquisizioni domiciliari, voluta dai Ferro e dai Sanclemente, si rivolse contro di loro, perché i loro aderenti ne furono più duramente colpiti dal capitano giustiziere.
Quell’anno, durante il carnevale, non vi fu la lotta solita per la conquista della loggia, tra i Palazzeschi e i Casalicchi, per proibizione del capitano Giacomo Fardella, che non voleva dare incentivo ai Mascari e ai Canali di venire alle mani col pretesto di una festa di carnevale.
In occasione del carnevale tante feste prendevano la forma di finte guerre, come la lotta che avveniva per conquistare e mantenere la loggia dei Pisani, posta dove ora è il Corso Vittorio Emanuele, oggetto dei desideri dei Palazzeschi, che erano gli abitanti del quartiere fuor delle mura di allora e dei Casaleschi che erano gli abitanti dei quartieri di san Pietro e di san Niccolò: i partiti dei Fardella, dei Ferro e dei Sanclemente profittavano di queste feste per arrivare ai loro fini e, pur divertendosi, gli aderenti degli uni e degli altri si mantenevano divisi e ostili.
Simone Sanclemente, Tommaso Berardo Ferro e Francesco di Vincenzo, che erano a capo del partito avverso, fremevano; il popolo manifestava il suo malcontento con dispetti e insulti, ma per mesi l’ordine non fu turbato.

### Ilcasus bellie i preparativi della rivolta
Negli ultimi giorni del 1516 giunse da Palermo, con una forte scorta di armati, Jacobello Alliata, barone di Castellammare, luogotenente del Gran giustiziere, intimo del Moncada, che venne ad avvertire i giurati che il viceré aveva deciso, visti i tempi, e i nuovi ordini che si attendevano dal sovrano, che il capitano di giustizia dovesse restare in carica anche il seguente anno.
I Ferro e i Sanclemente accolsero la notizia con profonda avversione: era la prima volta che un simile fatto avveniva, ma il Castellammare era apposta venuto con uno stuolo di armati che rafforzava la guarnigione spagnola, allora scarsissima, e non era il momento di reagire. A partire da questo momento i Sanclemente cominciarono a programmare un colpo di mano con cui ribaltare la situazione e prendere il controllo della città. Un anonimo cronista, un prete che segnava gli avvenimenti nel rollo della sua chiesa, annotò diligentemente in volgare:
(Anonimo cronista del XVI secolo)

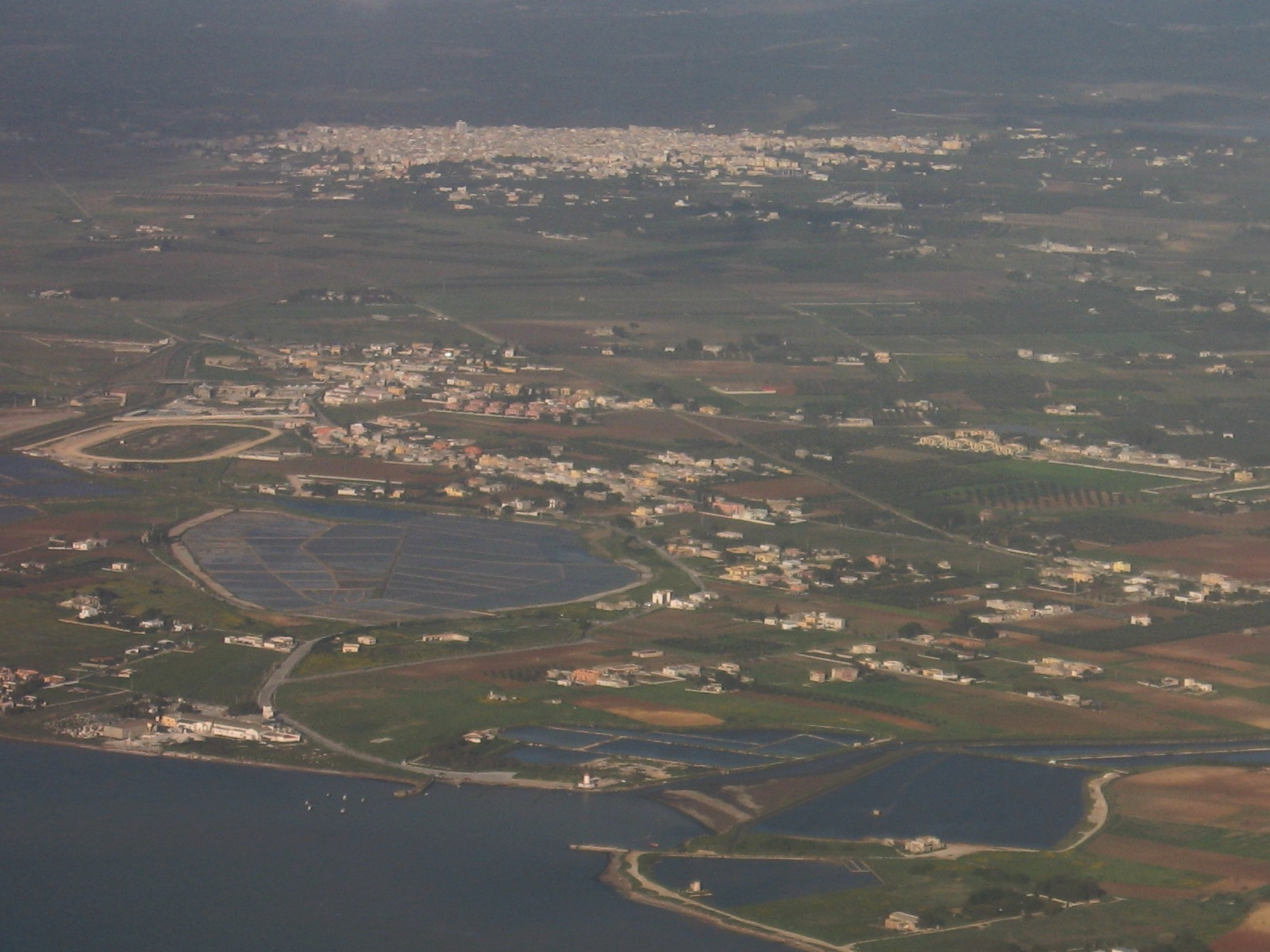
L'area dove oggi sorge Paceco

Là cessava infatti l’autorità del capitano giustiziere, il quale non poteva prendere altra precauzione se non quella di fortificare per conto suo, da privato, le torri che aveva a Xitta.
Il Castellazzo allora apparteneva ai Ferro, mentre quello che ora è il territorio attorno al paese di Paceco era dei Sanclemente. Più in là erano le poche case di un villaggio, il casale detto Misilgiafari: la torre apparteneva a Lanzone Fardella. Dall’altro lato della pianura, alle pendici del Monte Erice vi era un’alta torre: Torrebianca, allora appartenente ai Burgio. Nella torre Antonio Burgio aveva posto un presidio e una vedetta.
Il Castellazzo era sorvegliato dai due lati della pianura e, dalle due torri ogni movimento sospetto doveva essere segnalato alla città con fumate. Poiché la torre di Misilgiafari non si vede da Trapani, quella di Nubia, che era pure dei Fardella, doveva ripetere il segnale. 

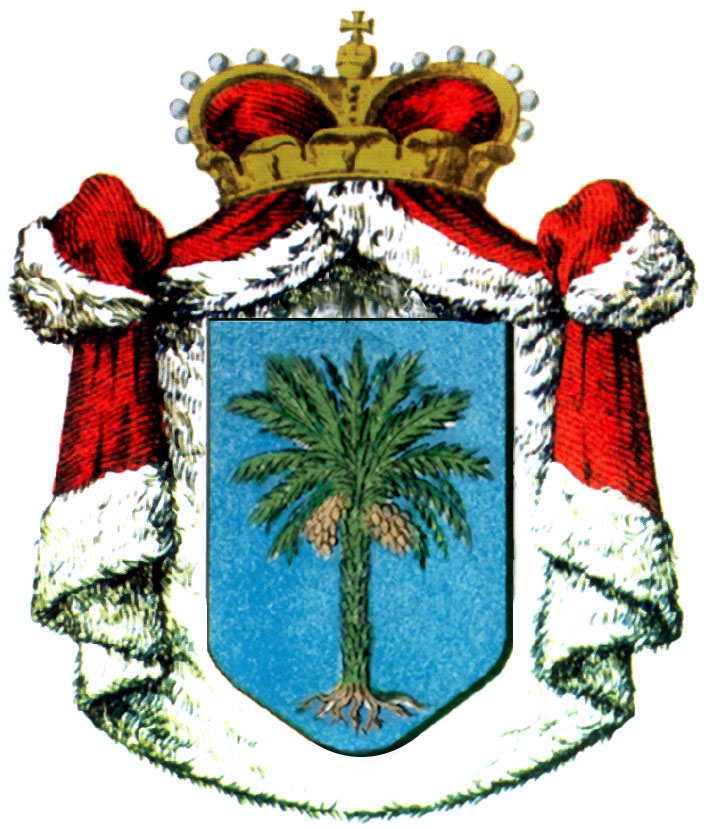
stemma della famiglia Tagliavia

Si chiamarono uomini dai vari feudi, si comprarono numerosi schiavi neri e Giacomo Fardella scrisse ai Tagliavia, baroni di Castelvetrano chiedendo loro di inviargli un centinaio di uomini per rafforzare i suoi possedimenti. Con Giovan Vincenzo Tagliavia era legato da un vecchio e solido legame di amicizia: era ragionevole supporre che il barone di Castelvetrano, che aveva sposato una contessa di Aragona, signora d’Avola e di Terranova, avrebbe aderito alla richiesta dell’amico. I Ferro e i Sanclemente vennero a conoscenza della richiesta dell’avversario e un loro messo giunse in tempo a Castelvetrano ad avvertire il barone don Vincenzo e la contessa donna Antonia che il Fardella aveva concluso degli speciali patti di alleanza con il Moncada, ed era probabile che la richiesta di armati fatta da lui, invece che un segno di debolezza, fosse un artificio per indebolire le forze dei Tagliavia. Il barone e la contessa infatti in quel momento erano in gravi difficoltà per i feudo di Terranova, che non voleva riconoscere il dominio feudale della contessa che ne era la legittima signora. Poiché il viceré incoraggiava questa resistenza, l’insinuazione dei Mascari trovò un orecchio ben disposto ad accoglierla e il soccorso fu rifiutato col il plausibile pretesto che il barone non poteva sfornirsi di uomini, dovendo ridurre con le armi i ribelli di Terranova, come difatti avvenne nel luglio seguente.
Armi e manipoli di armati ingombravano intanto i feudi e le torri dei due partiti, né poté il Fardella applicare spesso il provvedimento di perquisire le case perché, fin dal gennaio 1516, Hugo de Moncada, che alla carica di viceré univa quella di capitano generale, preoccupato degli umori della città di Palermo, vi aveva richiamato gran parte della guarnigione spagnola di Trapani.

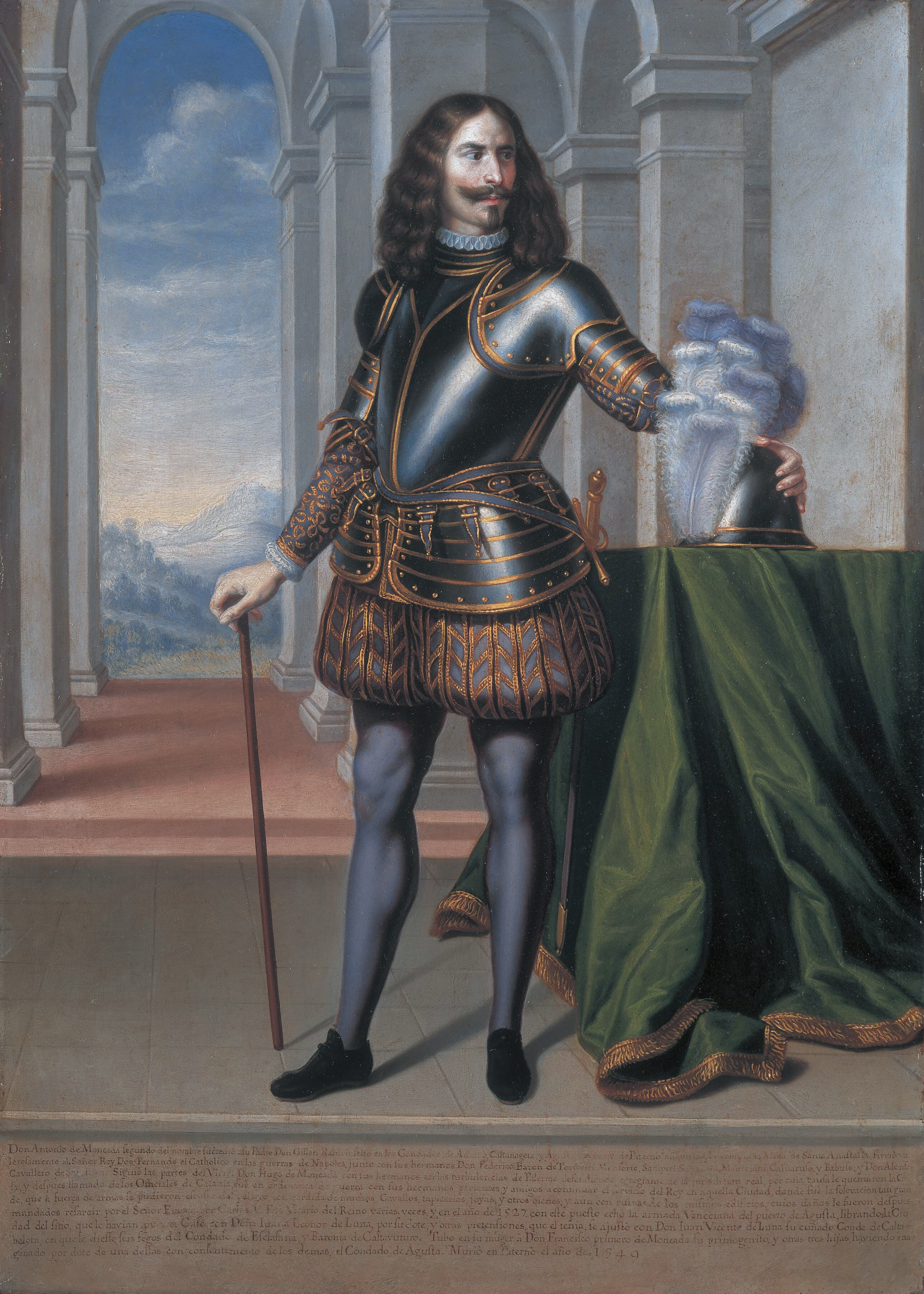
Antonio Moncada, conte di Adernò

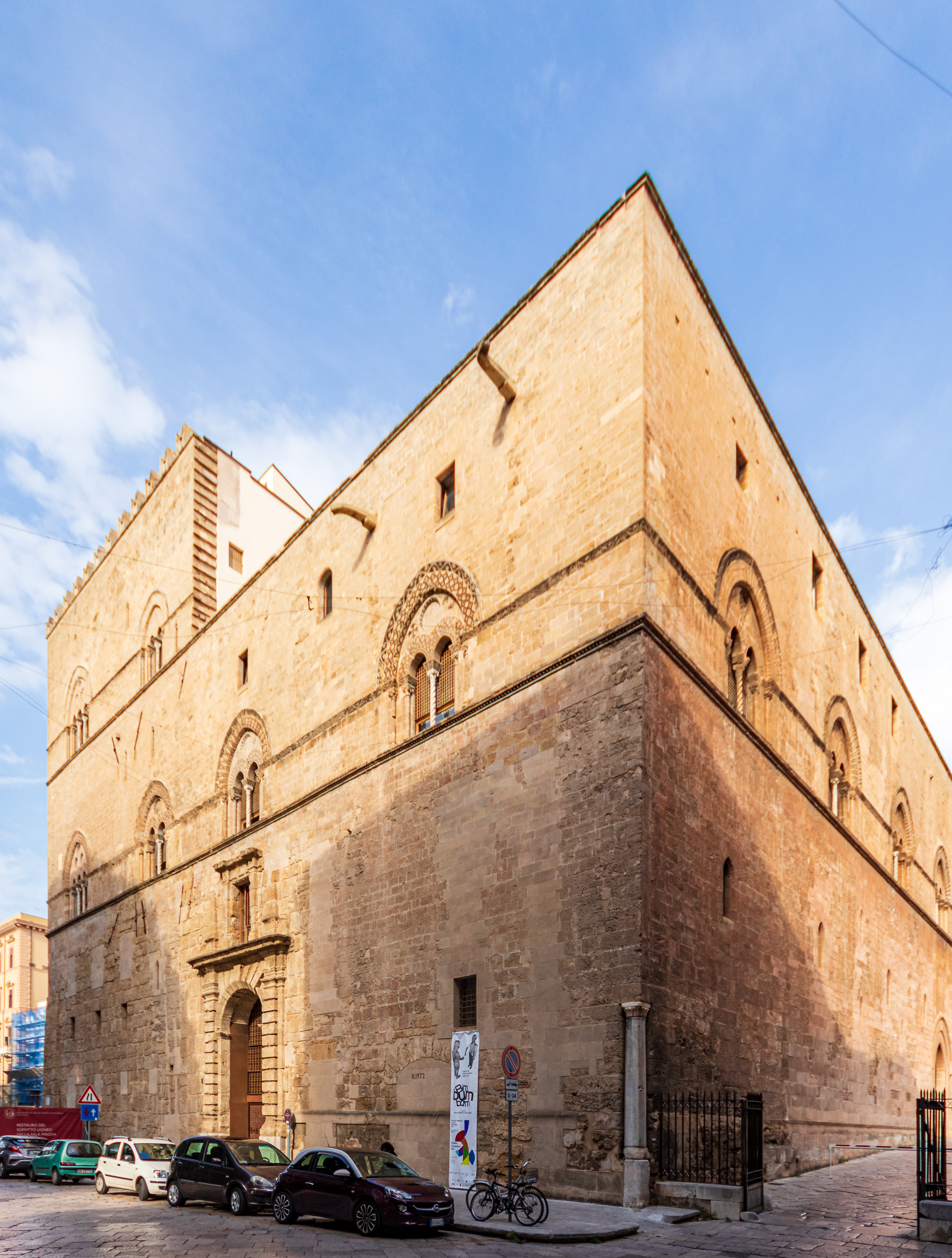
Lo Steri

Giunse il 14 marzo la notizia dei tumulti scoppiati a Palermo qualche giorno prima. La portarono quasi contemporaneamente un cavaliere, che aveva fatto in due giorni il percorso, e una feluca, favorita dal vento di grecale. Il primo portava al Fardella un messaggio di Antonio Moncada, conte di Adernò, parente del viceré, in cui si narravano i fatti di Palermo: i tumulti nella notte, il viceré in fuga verso Messina, lo Steri invaso e saccheggiato, l’inquisitore cacciato; aggiungeva l’Adernò che si trattava di una crisi passeggera, come ce n’erano state tante, e che il Moncada si sarebbe affrettato a reprimere la rivolta; concludeva esortando il Fardella a mantenere la città in fedeltà ed ordine. Le stesse notizie ricevettero i Ferro e i Sanclemente, con consigli e incitamenti diametralmente opposti: era giunto per loro il momento di ribellarsi al viceré e di abbatterne partigiani e satelliti. Il 21 marzo Giacomo Fardella ricevette una lettera dell’universitas di Palermo che domandava alleanza a quella trapanese. Il capitano bruciò quel foglio; poi, supponendo che gli avversari non avrebbero negletta un’occasione così favorevole, ordinò che si ricercasse se in una casa dei Sanclemente, sita presso il convento di santa Caterina da Siena, allora in costruzione, si celassero delle armi.
Ma nello stesso ambiente del capitano di giustizia cominciarono però a vacillare le fedeltà e un tale Cola Licari, scrivano del Senato cittadino, che doveva il posto a don Simone Sanclemente, corse ad avvertire il suo protettore. La mattina dopo gli sbirri del capitano di giustizia trovarono la casa vuota, benché le spie l’avessero descritta come un vero arsenale. Il Fardella si procacciò rimostranze per l’apparente ingiustizia di cui si era reso colpevole.
Nelle ore pomeridiane del giorno seguente, dalla più alta delle torri della casa di Giacomo Fardella, i guardiani che erano rivolti a Levante videro una nuvola di fumo sorgere dalla torre di Nubia e dal torrione rotondo di Xitta: era il segnale che gli armati avversari si avviavano verso Trapani. Nelle ore successive si possono collocare i momenti culminati delle lotte intestine.

### Simone Sanclemente assume il governo della città

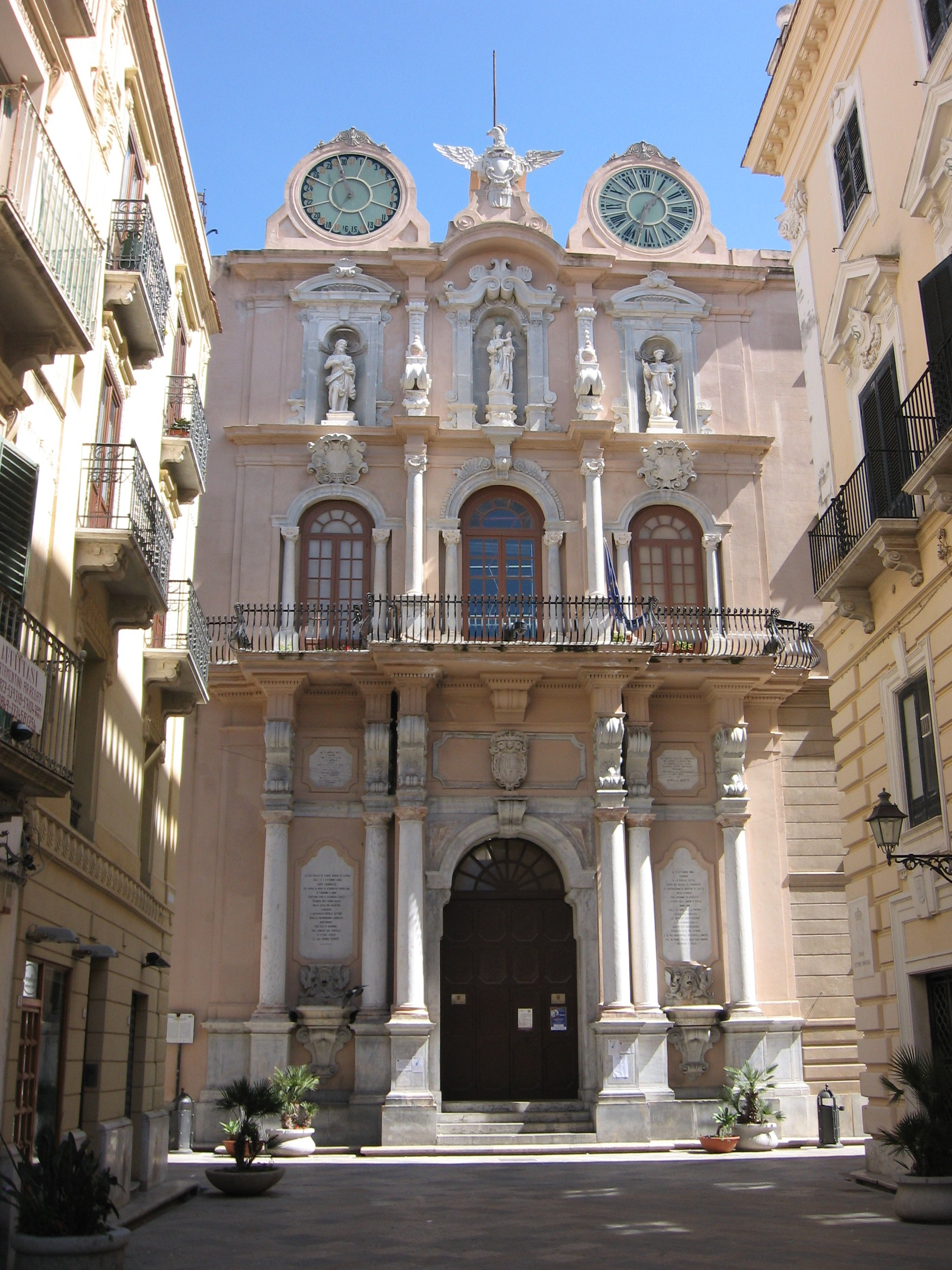
Il palazzo senatorio trapanese, sede del senato cittadino

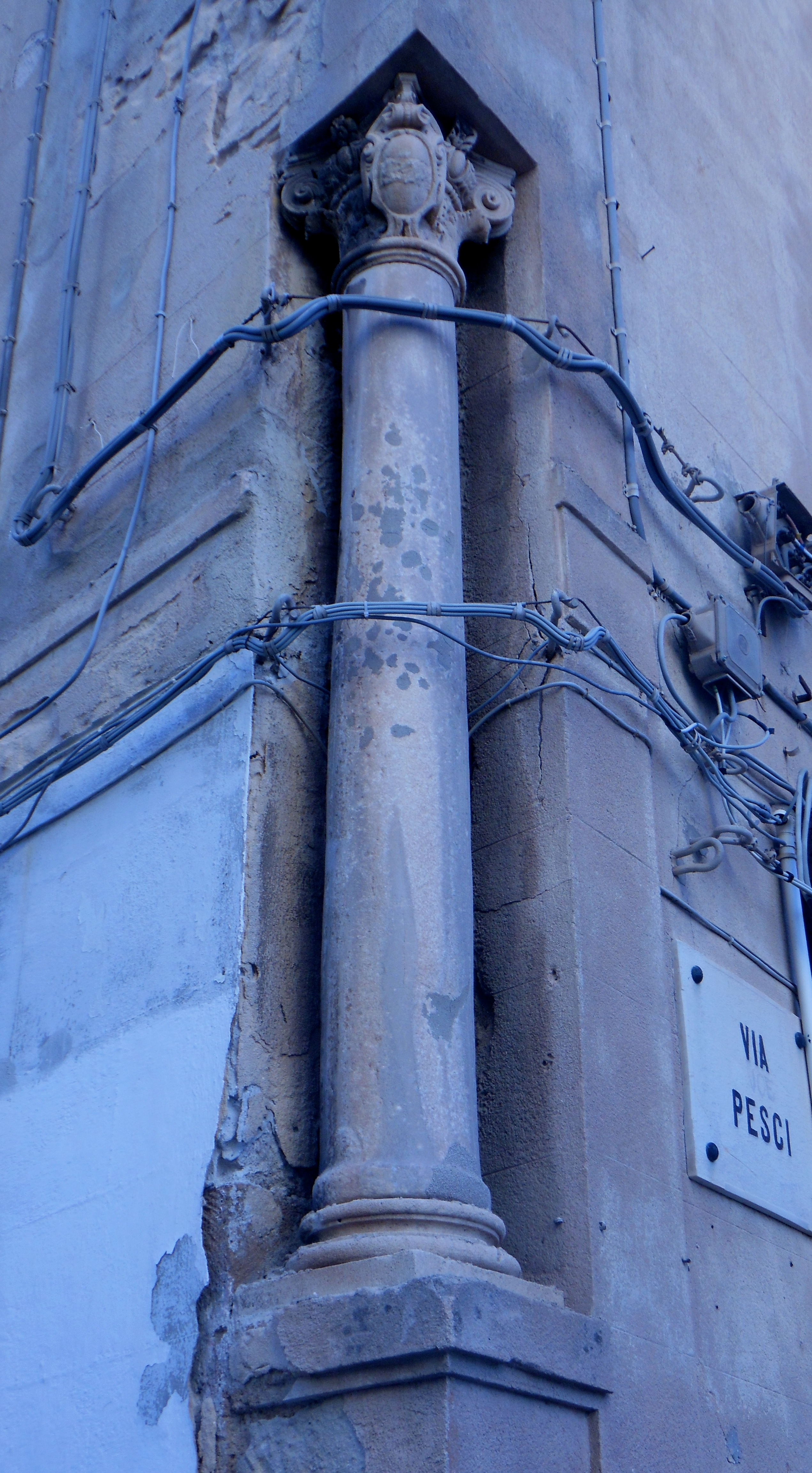
Colonna della casa che i Ferro avevano di fronte l’ospedale di sant’Antonio, recante sul capitello lo stemma della famiglia

La mattina del 18 marzo 1516 un messo venne ad avvertire il Fardella che nella notte una forte squadra di Mascari, armati di balestre e archibugi, era penetrata in città dalla porta della dogana, ed era stata immediatamente accolta in una casa che i Ferro avevano allora di fronte l’ospedale di sant’Antonio. Il capitano di giustizia concentrò sbirri e armigeri alla difesa del palazzo senatorio e della propria dimora. Solo un esiguo numero di essi era in giro per la città per annotare quali fossero i più riottosi e segnalarli ai futuri provvedimenti dell’autorità.
I Mascari si assembravano nel quartiere di mezzo, dove i Sanclemente avevano parecchie case dei loro, e sulla cosiddetta rua Nova. Nel quartiere Palazzo invece, la maggioranza parteggiava per i Fardella.
Il primo assalto venne dato al palazzo senatorio e i Mascari, ben armati, ebbero presto il sopravvento sui pochi sbirri che custodivano la sede della città. Nel pomeriggio il barone Simone Sanclemente si insediò di propria autorità, e col consenso dei suoi, nella carica di capitano di giustizia. Entrava nel palazzo con l’approvazione della città di Palermo che aveva mandato una circolare ai principali signori dell’isola perché si unissero a lei contro il Moncada. Si credette quindi investito di un legittimo diritto, e così dopo rispose al consultore spagnolo Ernando de Laglar, mandato da Carlo V a indagare sull’origine dei torbidi.
Dal palazzo senatorio don Simone Sanclemente convocava le milizie cittadine che, in conseguenza di un decreto del viceré Giovanni della Nuzza, la città avrebbe dovuto fornire unicamente per la propria difesa.
I rivoltosi, dopo aver abbattuto lo stemma del capitano di giustizia, lo sostituirono con un altro, preparato preventivamente, con le armi dei Sanclemente, una campana d’argento in campo azzurro.

### I Mascari assaltano il palazzo di Giacomo Fardella

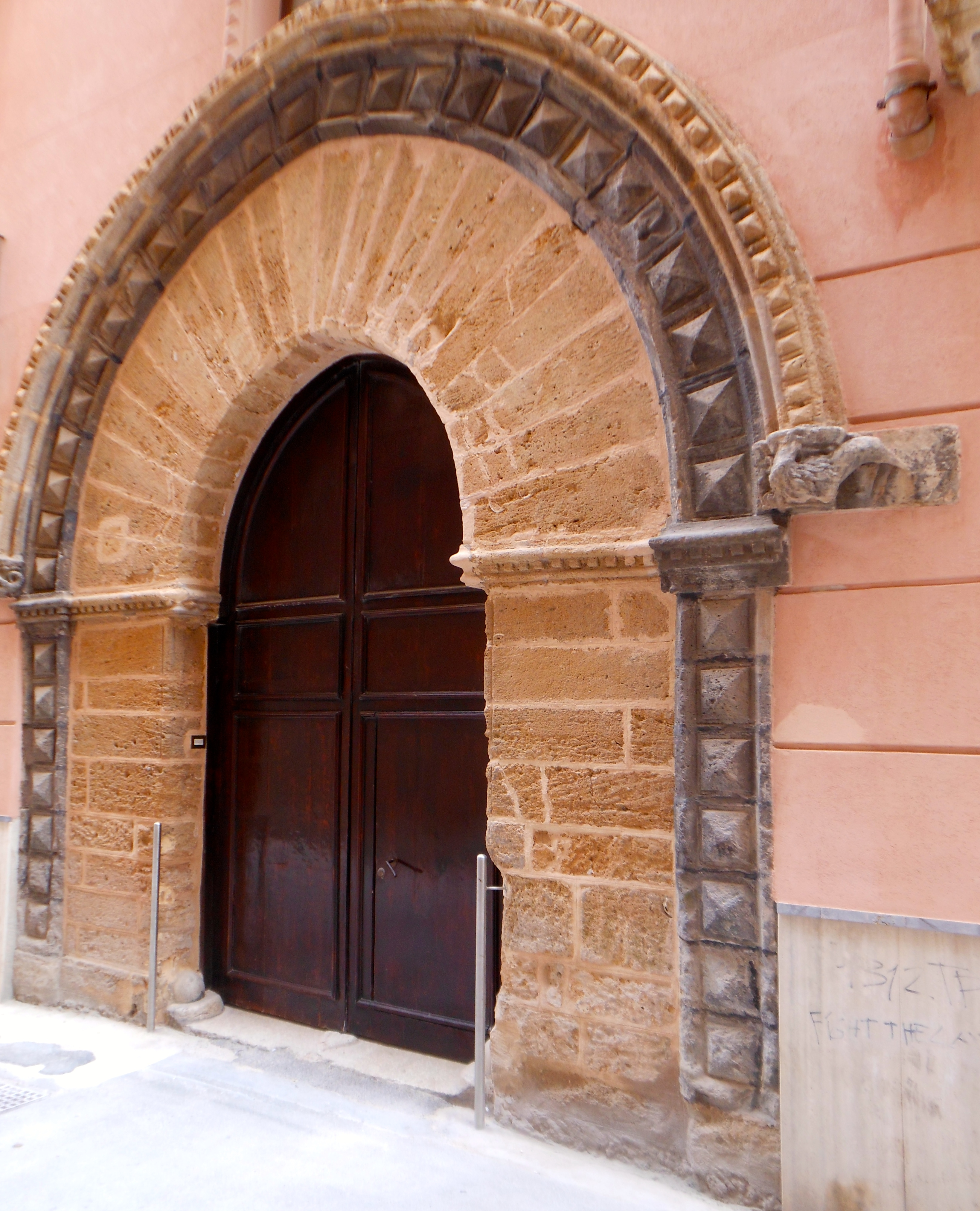
Portale del palazzo di Giacomo Fardella su via Neve

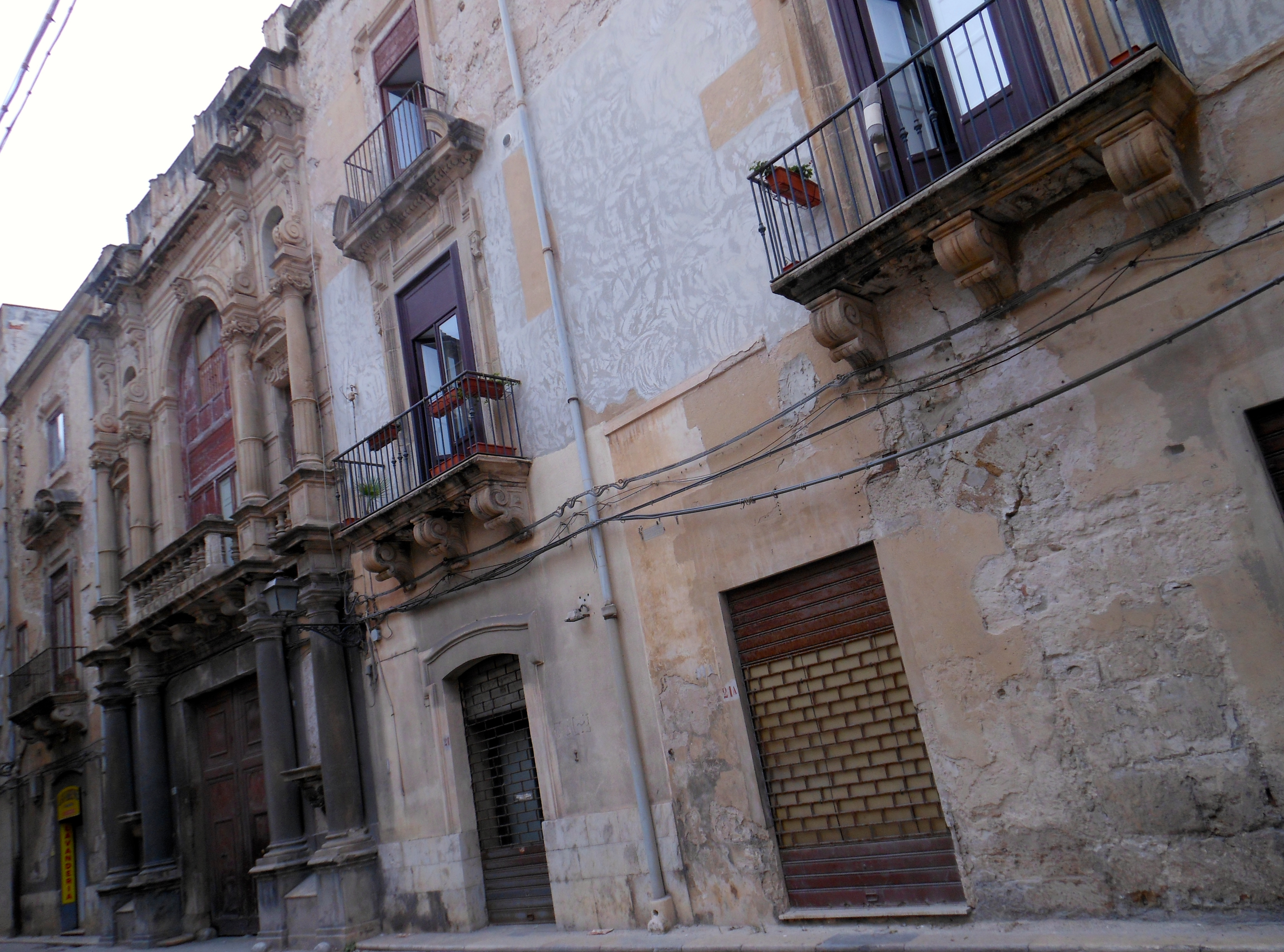
Facciata del palazzo di Giacomo Fardella su via Gallo

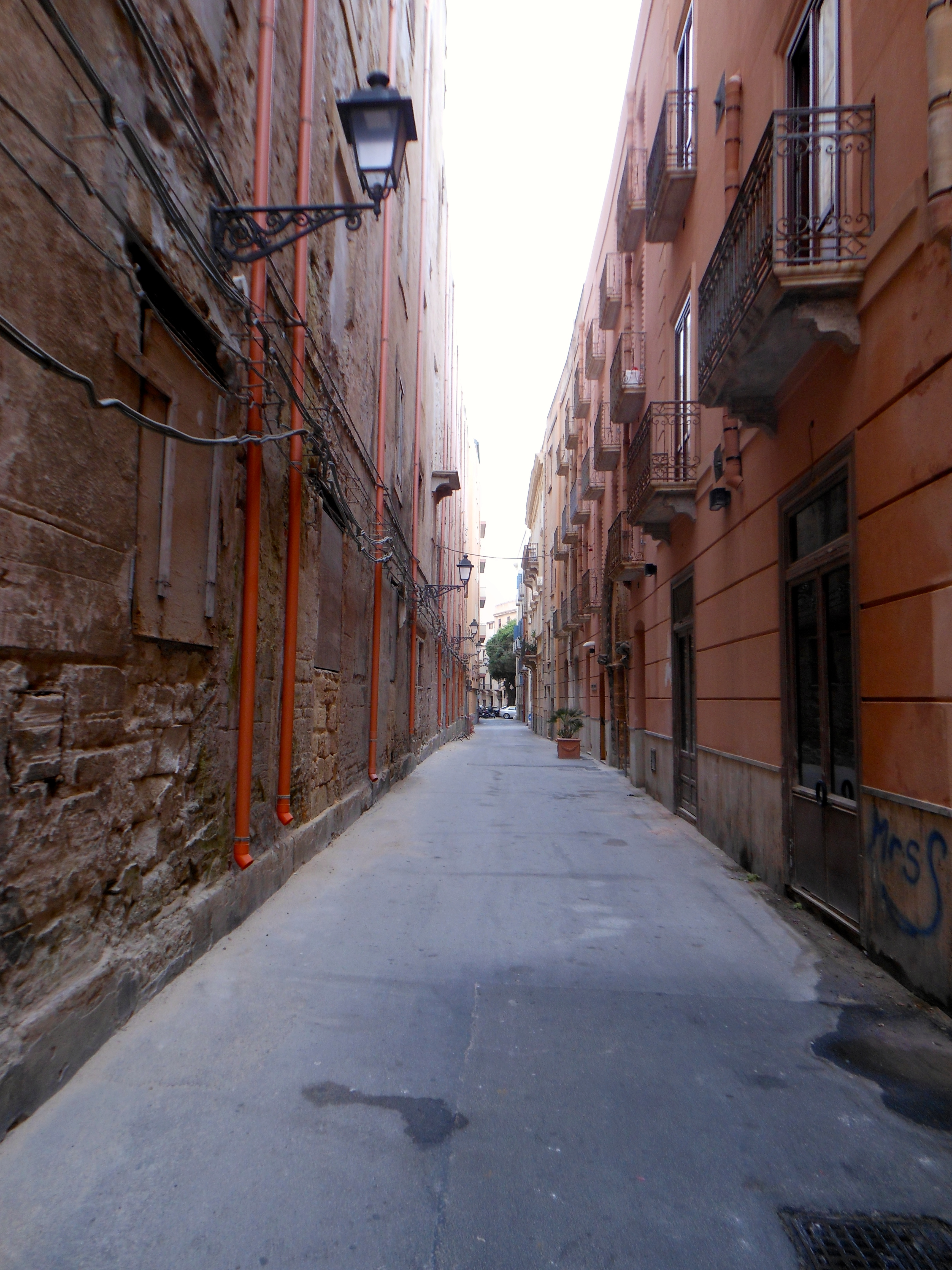
via Neve, dove i partigiani di Giacomo Fardella giunsero alle porte così frammisti agli assalitori che fu necessario abbandonarli al loro destino

Il grande tenimento di case dove abitava don Giacomo Fardella era sul lungo mare di tramontana, fuori dall’antica mura di cinta di allora e corrispondeva allo spazio che delimitano oggi le vie Torrearsa, Tenente Genovese e Libertà. Una forte torre angolare era all’estremità di ponente, dov’è l’attuale piazza Moxharta: l’assalto fu diretto verso quella torre.
Il Fardella, che per la difesa del proprio palazzo, disponeva anche di cento schiavi neri armati, sapeva che i Mascari, dopo aver preso il palazzo senatorio, non si sarebbero fermati. Una prova dell’operosità e della preveggenza dei Fardella, i Mascari la ebbero immediatamente, quando, volendo avvicinarsi alle strade che conducevano alla parte occidentale della casa del nemico, le trovarono sbarrate da barricate: grossi tronchi d’albero e steccati di legno chiudevano l’accesso di quella che oggi è piazza Moxharta. Agli sbarramenti il primo combattimento avvenne presso il luogo ove ora è la porta laterale orientale della cattedrale: nel combattimento agli sbarramenti caddero molti dei combattenti dell’una e dell’altra parte.
Il cavaliere Giacomo Lanzone Fardella vide dall’alto della torre la rotta dei suoi e mandò a far segnale che tornassero presto nelle case prima che il nemico, mescolandosi ad essi rendesse impossibile la ritirata. Egli aveva ragione, perché i combattenti che erano dal lato dove ora è la piazza Moxharta e la via Gallo poterono rientrare, protetti dalle archibugiate che dall’alto della torre i Canali sparavano dietro i merli, mentre gli ultimi delle schiere che difendevano gli sbarramenti dal lato di mezzogiorno, giunsero alle porte di via Neve così frammisti agli assalitori che fu necessario chiudere le porte e abbandonarli al loro destino piuttosto che lasciare entrare il nemico. Verso ponente una folla di armati invadeva lo spazio libero davanti alla torre angolare; i Fardella, riparati dai merli delle torri e delle mura perimetrali, tiravano senza subire gravi perdite.
Il combattimento in via Neve era già cessato, quando in ausilio degli assalitori venne piazzata avverso la torre angolare dei Canali un’enorme bombarda, che il barone Simone Sanclemente si era procurato e aveva fatto tirare fin lì da tre paia di buoi. Nonostante il fuoco dei difensori, il grosso pezzo d’artiglieria venne messo in batteria e fu puntato contro il torrione; il proiettile di pietra andò a battere contro l’angolo destro della torre, facendo crollare un pezzo di muro; un altro colpo produsse una breccia enorme, più in basso; un terzo sfondava la porta, foderata di lamine di ferro. I colpi furono tre e per spararli s’impiegò più di un’ora. Vuole la tradizione che fosse don Simone Sanclemente a puntare il primo colpo, e al risultato gridasse: “Sfascia! Veru sfascia!”.
Il varco così aperto non era subito praticabile perché dietro erano sacchi di terra e uno sbarramento di legname, ma la folla armata dei Mascari, superati gli ultimi ripari, si slanciò dentro l’edificio. I Fardella, nell’intervallo di tempo, erano fuggiti: al primo colpo della bombarda avevano giudicato persa la partita e la presa della casa da parte del nemico solo questione di tempo.
Mentre la folla dei nemici era intenta al sacco della casa adiacente alla torre, i Fardella attraversarono la strada ed entrarono nella vicina chiesa di san Giovanni; I Disciplinanti, confraternita di flagellanti ne avevano cura, ed erano amici dei Fardella; da lì, attraverso una scaletta scavata nella roccia che scendeva fino al livello del mare raggiunsero il lido, dove li attendevano due feluche a bordo delle quali raggiunsero Messina. Intanto, fuggiti tutti i difensori, il palazzo era depredato dalle truppe dei Mascari.

### Il saccheggio di Xitta
L’impeto dei nemici del Fardella non si fermò lì: il giorno dopo, don Simone Sanclemente e i suoi andarono a depredargli gli armenti e distruggergli tutti i beni, caseggiati e magazzini, che aveva in contrada Xitta, località un tempo di proprietà della famiglia Sanclemente. Fuori dal paese di Xitta era un fortilizio, che fu distrutto..

### Giacomo Fardella da Carlo V
Giacomo Fardella raggiunse il viceré a Messina, il quale lo raccomandò a Raimondo di Cardona, viceré di Napoli perché agevolasse il suo viaggio per Bruxelles, dove andò a presentare i suoi reclami al giovane sovrano, il quale lo accolse con benevolenza.
Egli assistette alla seduta, durante la quale - davanti a Carlo V - si discusse delle accuse contro il Moncada, presente lui e suoi avversari. Parlarono il De Gregorio per Messina e per il Moncada; poi parlò il Moncada stesso; per Palermo Antonello Lo Campo, illustre oratore e giurista, e per il Parlamento siciliano don Pietro Cardona, conte di Collesano. Tra i testimoni che dettero una descrizione degli orrori della rivolta, efficacissimi furono Giacomo Fardella e Blasco Lanza, i feudi del quale avevano subito dai ribelli palermitani lo stesso trattamento di quelli dei Fardella. Il nuovo viceré non era stato ancora designato e il sovrano non aveva prese ancora le misure necessarie per ristabilire l’ordine in Sicilia.

### La fine della rivolta e il ritorno dei Fardella in città

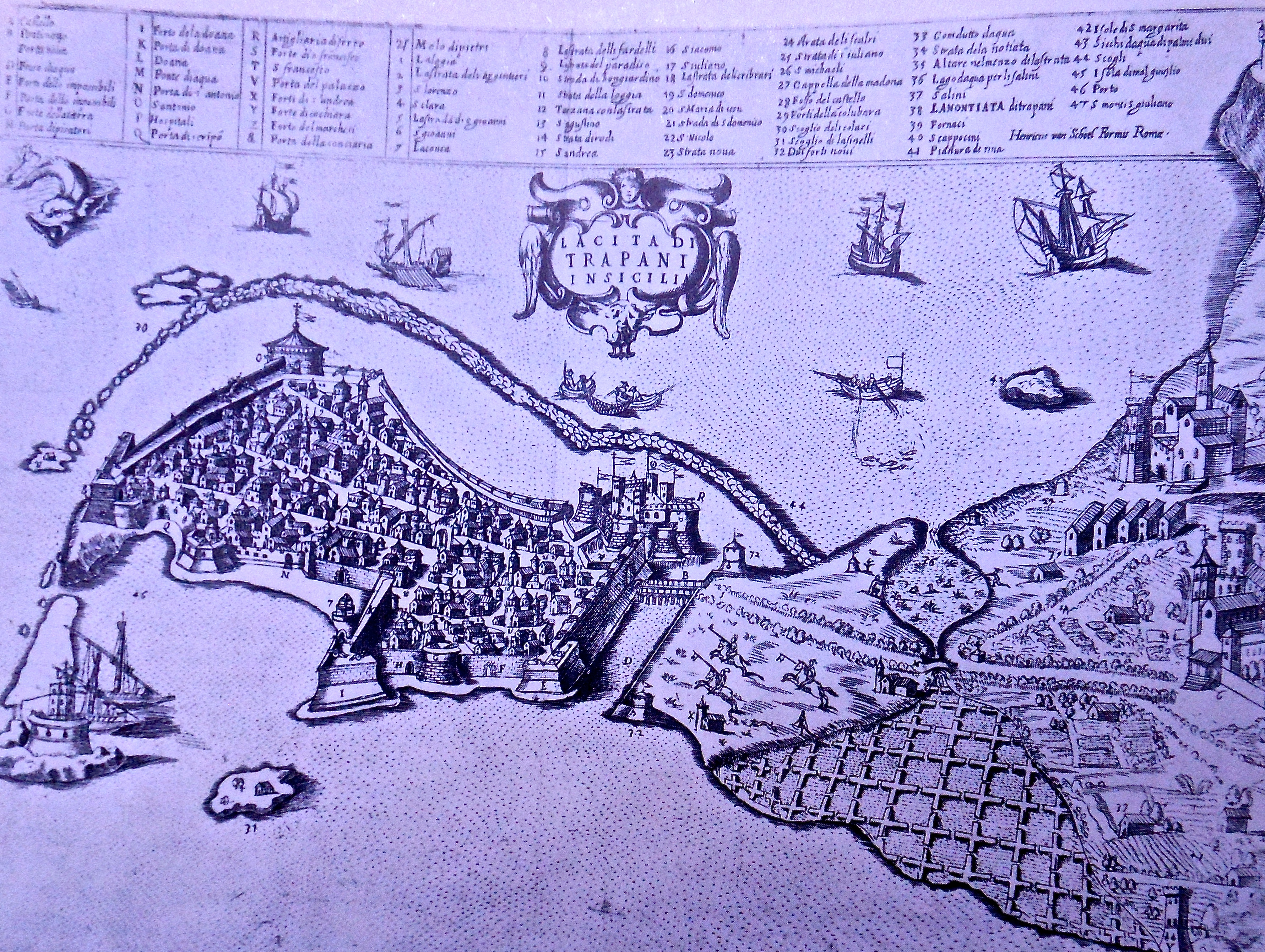
Veduta di Trapani tra XVI e XVII secolo

La prima rivolta di Sicilia, quella del 1516, se fu violenta nella forma e concorde nella determinata volontà di scacciare il viceré Moncada, non accennò ad attentare ai diritti del sovrano, anzi da questo i siciliani attendevano giustizia e a lui mandarono gli ambasciatori a Bruxelles. Carlo V e i suoi ministri in parte accolsero le richieste dei siciliani, richiamando a corte il Moncada, ma non dissimularono le loro simpatie per lui, nominando il Giovanni Vincenzo de Luna, conte di Caltabellotta al posto provvisorio di presidente del Regno e mandando a Palermo il consultore Laglar per fare una inchiesta.
Giunta a Trapani, la notizia suscitò nel partito dei Sanclemente una certa preoccupazione. Il barone Simone Sanclemente rassegnò la sua carica di capitano giustiziere nelle mani di Toscano Ferro, pure del suo partito, ma meno compromesso e legato ai Fardella da parentela, e si recò a Palermo per fornire al Laglar tutte le spiegazioni che servissero almeno ad attenuare la gravità dei fatti. Nella sua relazione al re, il funzionario spagnolo scrisse che, secondo lui, “el jefe” - il capo - di tutta la rivolta era stato don Simone Sanclemente.
Intanto Trapani tornava all’ordine: molti che avevano in casa masserizie e robe provenienti dal sacco di casa Fardella, cercavano di disfarsene o distruggerle: i banditi e gli uomini d’arme, venuti per il colpo di mano, erano tornati nelle campagne. Per l’anno 1517-1518 fu capitano di giustizia Vito di Vincenzo: esponente del partito dei Sanclemente, egli rappresentava l’elemento moderato; era di quelli che non avevano preso nessuna parte alle violenze.
Ettore I Pignatelli, conte di Monteleone, fu nominato luogotenente generale del regno nel febbraio 1517 (sarà nominato viceré nella primavera dell’anno successivo). A maggio il luogotenente generale giunse a Palermo: seguirono arresti, condanne ed esili (la maggior parte dei quali condonati negli anni successivi). Finalmente, nel dicembre del 1518, Carlo V poteva ricevere il giuramento dal Parlamento e a sua volta giurare - tramite il viceré - il rispetto dei privilegi del Regno: erano passati quasi due anni dalla morte del nonno Ferdinando il Cattolico, e solo ora poteva dirsi re di Sicilia.
Mentre si trovava nel bosco di Partinico, Giacomo Fardella si vide venire incontro una ventina di cavalieri, tra i quali Antonio Crapanzano in qualità di inviato del senato di Trapani; tra le loro file era Tommaso Ferro. I Ferro dichiararono di essere stati trascinati dai Sanclemente, dai quali presero le distanze: erano pronti a fare ammenda e a risarcire i Fardella dei danni subiti. Il Crapanzano sostenne che una repressione troppo rigorosa e troppo generale avrebbe danneggiato la nomea di fedeltà di cui aveva goduto ab antiquo la cittadinanza presso i suoi sovrani e che era più conveniente e decoroso fare apparire la ribellione quale opera di pochi traviati, che come il sentimento di un intero popolo. Pochi giorni dopo il Fardella fece il suo ingresso a Trapani.
L’incendio della casa dei Fardella fu per Trapani l’avvenimento culminante di un secolo - il XVI - in cui la città fu, dopo Palermo, il più importante centro urbano della Sicilia occidentale. I Fardella aggiunsero in tutti i loro stemmi la torre in fiamme col motto donec in cineres. Il nome di Torrearsa divenne un secondo appellativo per loro e Carlo III di Borbone, conferendo nel 1741 il titolo di marchese di Torrearsa ad uno di quella famiglia, sancì uno stato di fatto che esisteva da tanti anni.

## Conseguenze
I ribelli furono da re Carlo V ammessi alla composizione e perdonati, permanendo tuttavia il divieto di tornare in città, pena in seguito condonata.

### Alleanze matrimoniali
Per addivenire ad una onorevole transazione si preparò il terreno con una oculata politica matrimoniale:
1. don Giovanni Sanclemente, figlio di don Simone Sanclemente, barone di Inici, e di donna Francesca Sieripepoli, sposò donna Allegranza Fardella, figlia di don Giovanni Antonio Fardella, barone di Fontanasalsa, e di donna Benedetta Sieripepoli;
2. don Cristoforo Fardella, figlio di don Giovanni Antonio Fardella, barone di Fontanasalsa, e di donna Benedetta Sieripepoli, fratello di donna Allegranza Fardella, sposò donna Bartolomea Sanclemente, figlia di don Simone Sanclemente, barone di Inici, e di donna Francesca Sieripepoli, e sorella di don Giovanni Sanclemente;
3. don Nicola Sanclemente, figlio di don Simone Sanclemente, barone di Inici, e di donna Francesca Sieripepoli, e fratello di don Giovanni Sanclemente e di donna Bartolomea Sanclemente, sposò donna Caterina Fardella - figlia di don Giovan Gaspare Fardella, barone di san Lorenzo (fratello di don Giovanni Antonio Fardella, barone di Fontanasalsa), e di Benedetta di Vincenzo - prima cugina di don Cristoforo Fardella e di donna Allegranza Fardella.

### Il contratto di pace
La pace con i Sanclemente fu conclusa nel 1550 auspici Pietro d’Agostino, maestro razionale del Regno e capitano d’armi di Trapani, e il viceré Juan de Vega. Dalla lettura del documento, trascritto dal notaio e storico Pietro Maria Rocca, apprendiamo che non si parla di rifusione dei danni, ma semplicemente di pene severe a carico di coloro che avessero rotto la pace riconquistata.
Alla stipulazione dell’atto intervennero 76 persone per parte del Sanclemente e 54 per parte di Gaspare Fardella.

### Fondazione della Compagnia dei Bianchi
Oltre che per motivi caritatevoli, nel 1555, venne fondata la Compagnia dei Bianchi anche per consolidare e dare forma stabile alla pace raggiunta.